# Linea C (metropolitana di Buenos Aires)
La linea C della metropolitana di Buenos Aires è una linea di metropolitana che serve la città di Buenos Aires, in Argentina. Venne aperta al pubblico il 9 novembre 1934, si estende su 4,5 km tra le stazioni del Retiro e la stazione di Constitución. Corre sotto le strade Lima Sur, Bernardo de Irigoyen, Carlos Pellegrini, Esmeralda, Plaza San Martín e Avenida Ramos Mejía, successivamente arriverà fino alla stazione di Retiro.
È stata la terza linea metropolitana ad essere aperta dopo la Linea A e la Linea B.

## Storia

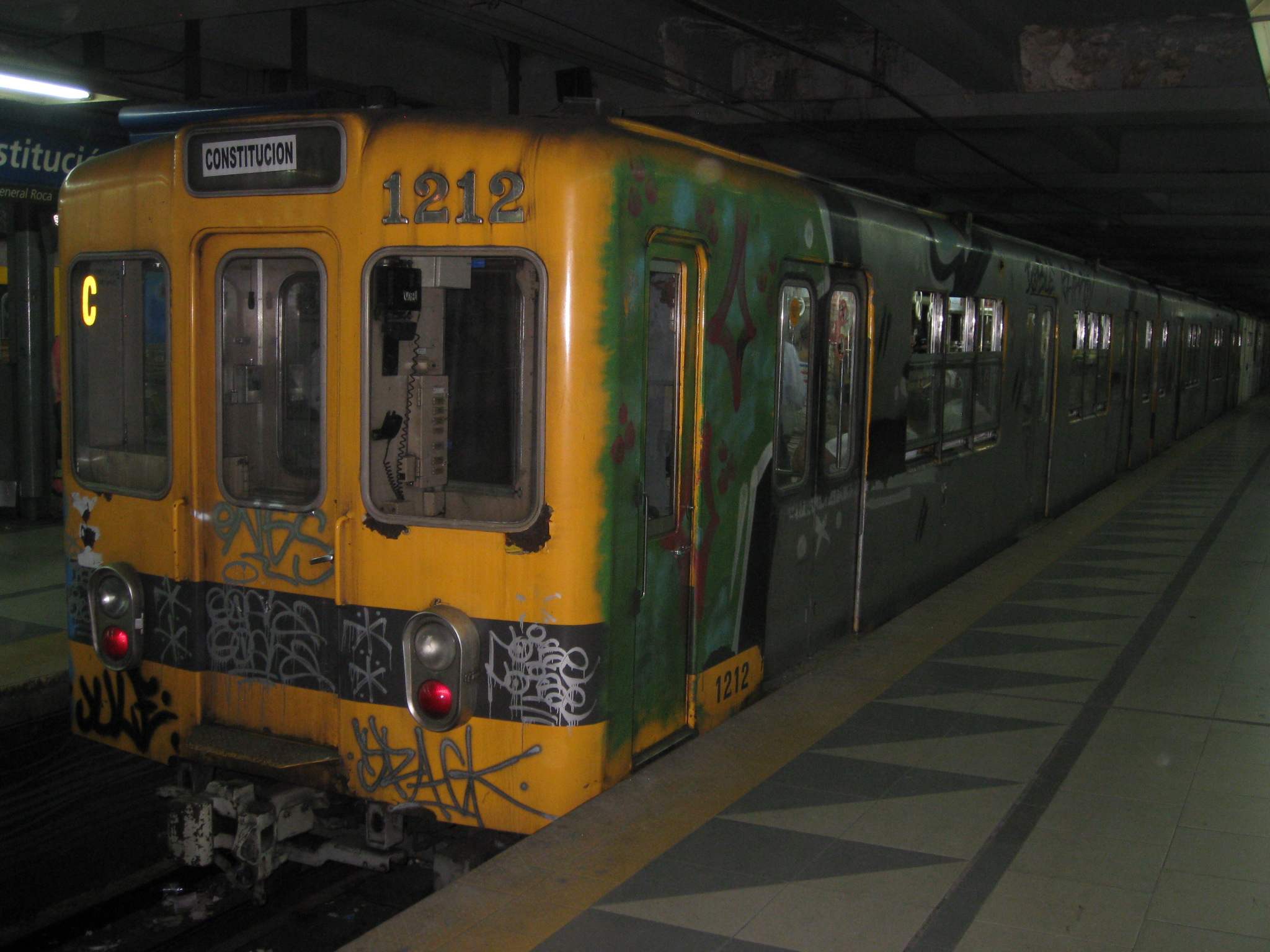
Un treno della Linea C

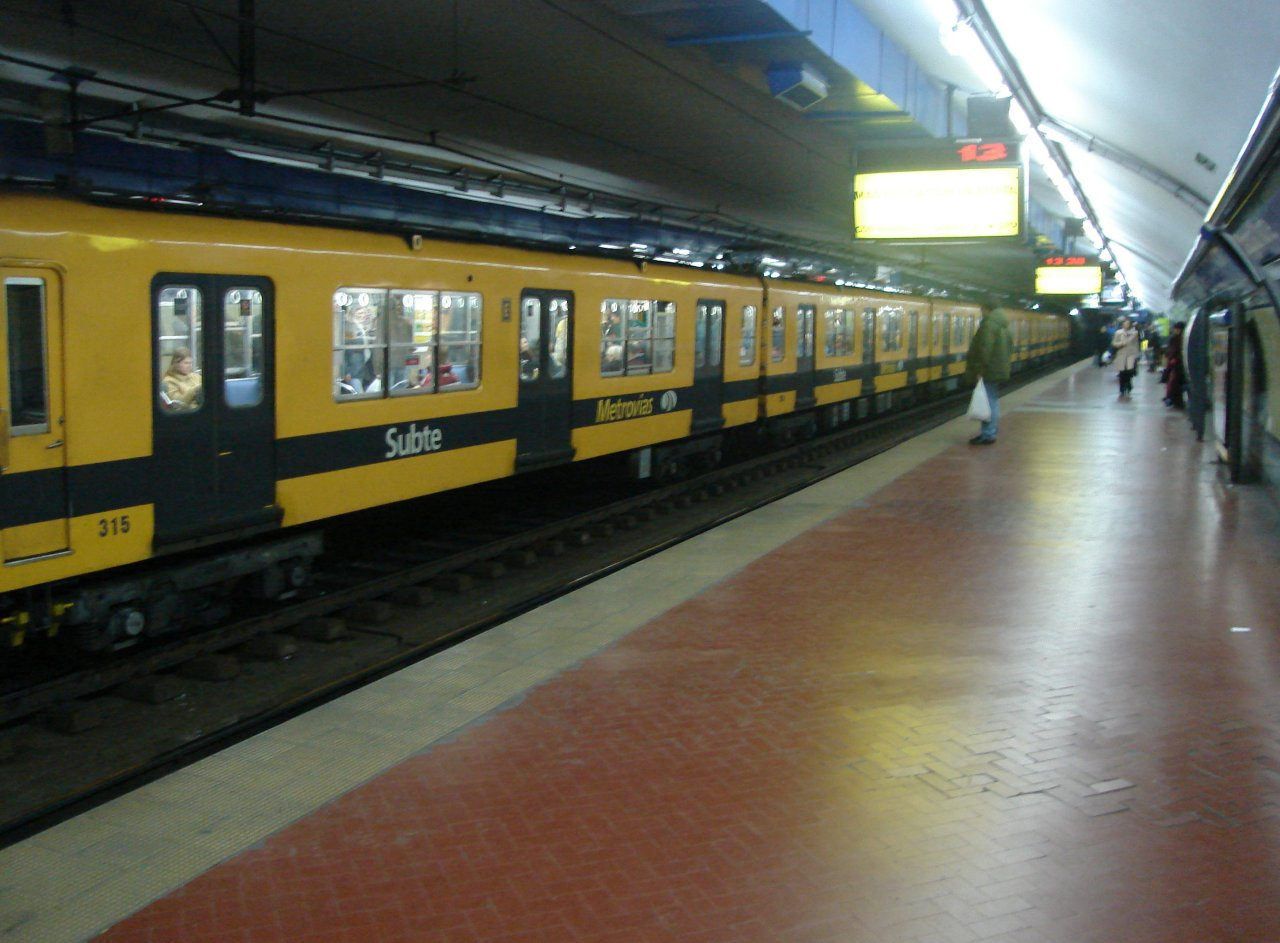
Treno presso la stazione di Diagonal Norte

All'inizio degli anni'30 la Compañía de Tranvías Anglo Argentina (CTAA) iniziò a lavorare alla costruzione della Linea C. Ma a causa di vari problemi, legati anche alla Grande depressione e alla crisi mondiale i lavori vennero interrotti.
In data 30 luglio 1930 la CHADOPyF (Compañía Hispano Argentina de Obras Públicas y Finanzas) ricevette l'approvazione del Consiglio Comunale di occuparsi della costruzione della linea, eliminando la CTAA dal progetto tramite l'ordinanza 4070.
I lavori andarono avanti, senza altri intoppi, e il 9 novembre 1934 venne aperta la prima tratta della linea da Costitucion a Diagonal Norte. La linea venne prolungamenta con altre tre stazioni (Retiro, Lavalle e General San Martin) che aprirono al pubblico il 6 febbraio 1936.

### Problemi con il concessionario
L'attuale concessionario della linea Metrovías ha ricevuto molteplici critiche a causa di vari motivi. Per quanto riguarda la Linea C le critiche sono state fatte in relazione ai lavori svolti dalla società sulla linea:
- il tipo di traverse usate per sostituire quelle vecchie, che poi vennero lasciate lungo tutto il tratto della linea
- il ristringimento dello spazio tra il treno e la parete della galleria
- l'aumento dell'inquinamento acustico

## Caratteristiche tecniche
La linea è elettrificata tramite linea aerea con tensione a 1500 volt a corrente continua, così come la  Linea D e la Linea E.
È composta in totale da 9 stazioni e si estende per 4,5 km.

## Materiale rotabile
Il materiale rotabile su questa linea è composta da 10 treni Mitsubishi 1960/63. Nel 1999 vennero acquistate per la metropolitana dei treni prodotti in Giappone nella città di Nagoya che vennero destinate alla Linea D. Le quali vennero, nel 2007, spostate sulla Linea C quando i treni della Alstom sostituirono i treni Nagoya. Attualmente sulla linea ci sono 13 treni, ma solamente 10 sono in funzione.

## Stazioni
Nell'elenco che segue, a fianco ad ogni stazione, sono indicati i servizi presenti e gli eventuali interscambi ferroviari:

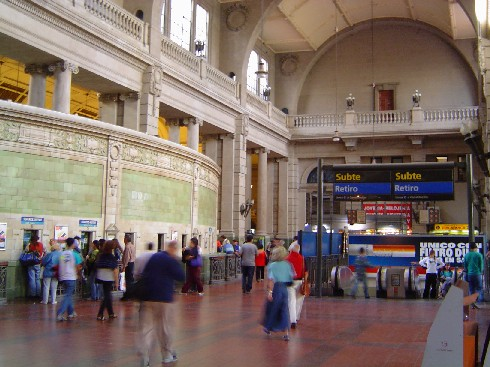
Una delle entrate della stazione di Retiro Mitre

| Fermata            | Apertura        | Interscambi | Note |
| ------------------ | --------------- | ----------- | ---- |
| Retiro             | 6 febbraio 1936 |             |      |
| General San Martín | 17 agosto 1937  |             |      |
| Lavalle            | 6 febbraio 1936 |             |      |
| Diagonal Norte     | 9 novembre 1934 |             |      |
| Avenida de Mayo    | 9 novembre 1934 |             |      |
| Moreno             | 9 novembre 1934 |             |      |
| Independencia      | 9 novembre 1934 |             |      |
| San Juan           | 9 novembre 1934 |             |      |
| Constitución       | 9 novembre 1934 |             |      |

## Progetti futuri
Secondo i progetti sulla costruzione delle linee metropolitane di Buenos Aires, la Linea C oltre agli attuali scambi con le altre linee esistenti, avrà un'altra stazione di scambio con la Linea H e la Linea E presso la stazione di Retiro.